# Задорожный, Вячеслав Казимирович
Задорожный Вячеслав Казимирович (род. 6 марта 1955, Сталинск, Кемеровская область) — украинский политик, народный депутат Украины VII созыва от Партии регионов. Первый заместитель председателя Днепропетровской областной государственной администрации, Почётный гражданин Кривого Рога.

## Биография
Родился 6 марта 1955 года в городе Сталинск (ныне Новокузнецк), Кемеровская область, РСФСР, СССР.
В 1974—1976 годах служил в рядах Советской армии. После армии пять месяцев работал слесарем-монтажником по изготовлению оборудования и металлоконструкций Криворожского спецуправления треста «Укрэнергочермет», в декабре 1976 года перешёл на работу мастером по изготовлению металлоконструкций ремонтно-механического завода № 1 треста «Криворожстроймеханизация».
Окончил Криворожский коксохимический техникум. В 1982 году окончил Днепропетровский металлургический институт по специальности механическое оборудование заводов чёрной металлургии, получив квалификацию инженер-механик. В 1997 году окончил совместный факультет Межрегиональной академии управления персоналом и УПК руководящих кадров образования, по специальности управление персоналом, квалификация — магистр по управлению трудовыми ресурсами.
- 1979—1981 — старший мастер участка № 5 при криворожском горжилуправлении;
- 1981—1982 — председатель группового комитета профсоюза управления жилищного хозяйства в Кривом Роге;
- 1982—1985 — главный инженер криворожского межрайонного жилищно-эксплуатационного объединения;
- 1985—1986 — заведующий Центрально-Городским райкоммунхозом в Кривом Роге;
- 1986—1990 — заместитель председателя исполкома Центрально-Городского районного совета Кривого Рога, в 1990—1991 годах — председатель;
- 1992—2002 — заместитель председателя Криворожского городского совета народных депутатов (с 1998 года — заместитель Криворожского городского главы по вопросам деятельности исполнительных органов);
- 2000—2002 — первый вице-мэр Кривого Рога;
- 2002—2006 — секретарь Криворожского городского совета;
- 2006—2010 — первый заместитель председателя Днепропетровского областного совета по исполнительному аппарату совета. С 2006 года — депутат Криворожского городского совета.

С апреля 2010 года — первый заместитель председателя Днепропетровской областной государственной администрации — курировал вопросы промышленности, топливно-энергетического комплекса, охраны здоровья.
Осенью 2010 года был избран депутатом Днепропетровского областного совета и вошёл в постоянную комиссию по вопросам социально-экономического развития области. С октября 2012 по ноябрь 2014 года — народный депутат Украины VII созыва. Избран на парламентских выборах 2012 года от Партии регионов по одномандатному мажоритарному избирательному округу № 33, набрав 45,82% голосов избирателей.
Председатель Международной общественной организации «Землячество Приднепровья» и межфракционного депутатского объединения «За родную Днепропетровщину!».
Женат. Имеет двух сыновей и пятерых внуков.

## Награды
- нагрудный знак «За развитие региона» — награда председателя Днепропетровской облгосадминистрации (2004);
- Грамота Верховной рады Украины (2005);
- орден «За заслуги» (Украина) 3-й степени (10 ноября 2008)[2];
- Благодарность Премьер-министра Украины (2009);
- Памятная медаль «За весомый вклад в развитие Днепропетровской области» — отличие председателя Днепропетровской облгосадминистрации (2010);
- орден «За заслуги» (Украина) 2-й степени (24 августа 2012)[3];
- Знак «За заслуги перед городом» (Кривой Рог) 1-й степени (24 октября 2006)[4];
- Почётный гражданин Кривого Рога (25 мая 2011)[5].